# Krapeț, Dobrici
Krapeț (în bulgară Крапец , în română Carapcea) este un sat în partea de nord-est a Bulgariei, pe malul Mării Negre. Aparține de obștina Șabla, regiunea Dobrici, Dobrogea de Sud.
Între anii 1913-1940 a făcut parte din plasa Balcic a județului Caliacra, România.

## Demografie
Componența etnică a satului Krapeț
     Bulgari (95,34%)
     Nicio identificare (4,65%)
     Altele (0%)
La recensământul din 2011, populația satului Krapeț era de 301 locuitori. Din punct de vedere etnic, majoritatea locuitorilor (95,34%) erau bulgari. Pentru 4,65% din locuitori nu este cunoscută apartenența etnică.